# Notholithocarpus densiflorus
Notholithocarpus densiflorus (Hook. & Arn.) Manos, Cannon & S.H.Oh – gatunek roślin z rodziny bukowatych (Fagaceae). Występuje naturalnie w zachodnich Stanach Zjednoczonych – w Kalifornii oraz Oregonie. 

## Morfologia

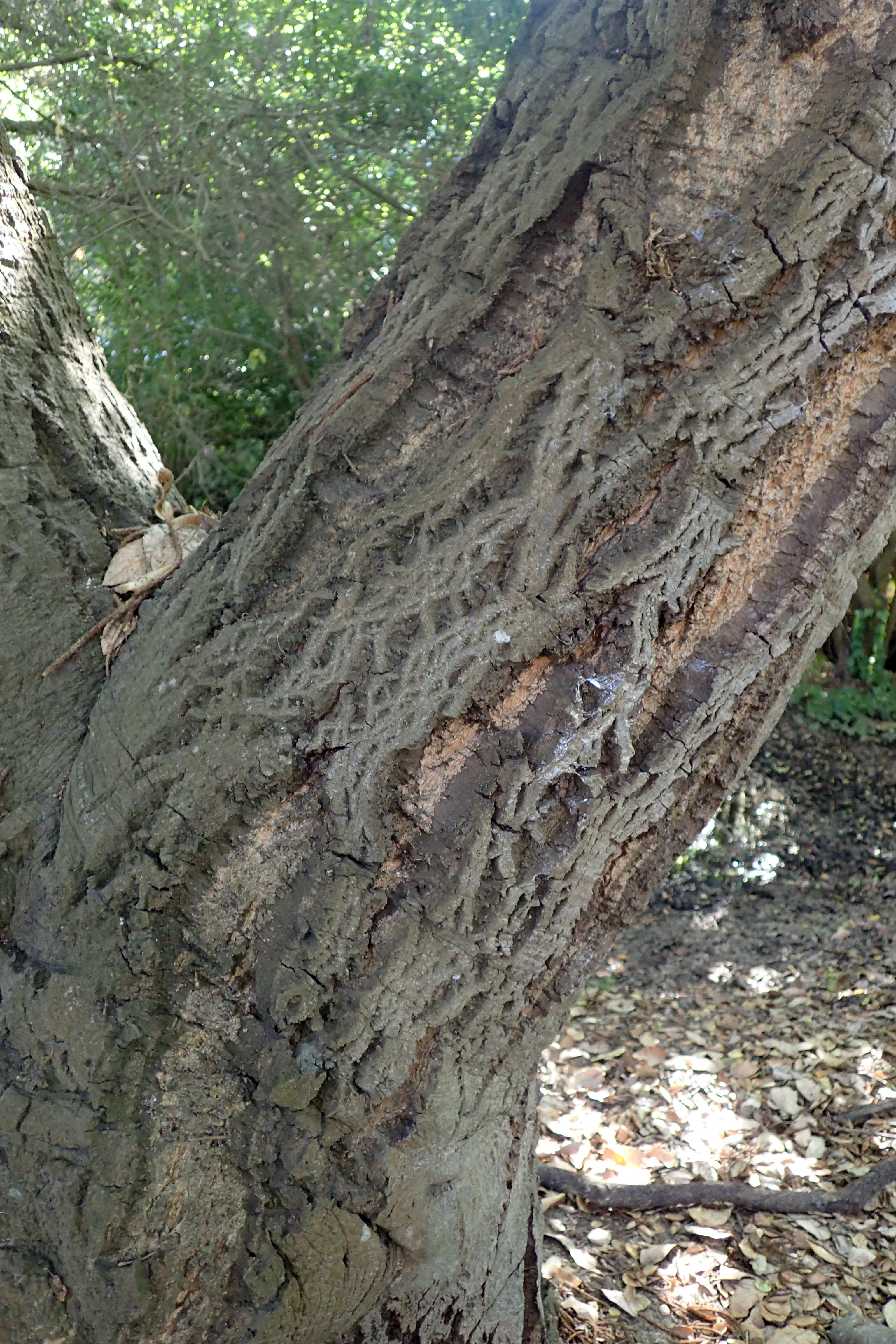
Kora

PokrójZimozielone drzewo lub krzew. Dorasta do 20 m wysokości. Kora jest szorstka i ma brązową lub szarą barwę.
LiścieBlaszka liściowa jest skórzasta i ma owalny lub podłużny kształt. Mierzy 6–12 cm długości, jest ząbkowana i zawinięta na brzegu.
OwoceOrzechy o kształcie od kulistego do obłego, dorastają do 15–35 mm długości. Osadzone są pojedynczo w kubeczkowatych miseczkach.

## Biologia i ekologia
Rośnie na skrajach lasów oraz w borach. Często rośnie w sąsiedztwie sekwoi wieczniezielonej (Sequoia sempervirens). Występuje na wysokości od 600 do 2200 m n.p.m. Kwitnie od lipca do sierpnia. 

## Systematyka
Gatunek tradycyjnie zaliczany był do rodzaju Lithocarpus jako jedyny jego północnoamerykański przedstawiciel – L. densiflorus. Ponieważ okazał się być bliżej spokrewniony z kladem obejmującym rodzaje dąb, kasztan i Castanopsis niż z resztą rodzaju – wyodrębniony został w 2008 roku do monotypowego rodzaju Notholithocarpus Manos, Cannon & S.H.Oh.
W obrębie tego gatunku wyróżniono jedną odmianę:
- Notholithocarpus densiflorus var. echinoides (R.Br.ter) Manos, Cannon & S.H.Oh